# جوناثان ميجورز
جوناثان ميجورز (بالإنجليزية: Jonathan Majors)‏ هو ممثل أمريكي ولد في 7 سبتمبر 1989م.

## حياته الشخصية
في ديسمبر 2023 وبعد محاكمته في نيويورك  ديّن جوناثان ميجرز بتهمة الاعتداء على حبيبته السابقة ما كلّفه الاستبعاد من أفلام مارفل وديّن الممثل البالغ 34 عاماً، والذي أدى دور البطولة في فيلم Creed III، ولعب دور "كانج" في عالم مارفل (ديزني)، بارتكاب اعتداء من الدرجة الثالثة، وهو المستوى الأقل خطورة لهذا النوع من التهم، ومضايقات، من جانب هيئة محلفين من 6 أشخاص.

## وصلات خارجية
- جوناثان ميجورز على موقع IMDb (الإنجليزية)
- جوناثان ميجورز على موقع ميتاكريتيك (الإنجليزية)
- جوناثان ميجورز على موقع روتن توميتوز (الإنجليزية)
- جوناثان ميجورز على موقع قاعدة بيانات الأفلام العربية
- جوناثان ميجورز على موقع ألو سيني (الفرنسية)
- جوناثان ميجورز على موقع أول موفي (الإنجليزية)
- جوناثان ميجورز على موقع قاعدة بيانات الأفلام السويدية (السويدية)
- جوناثان ميجورز على موقع قاعدة بيانات الفيلم (الإنجليزية)
- جوناثان ميجورز على موقع ليتربوكسد (الإنجليزية)
- جوناثان ميجورز على موقع كينوبويسك (الروسية)

لم يتم العثور على روابط لمواقع التواصل الاجتماعي.